# Jan Wouters
Jan Wouters (Utrecht, Holanda, 17 de julio de 1960) es un exjugador y entrenador de fútbol. Actualmente dirige al Kasımpaşa.
Wouters jugó por distintos equipos tales como el FC Utrecht, PSV y Ajax Ámsterdam de Holanda, Bayern de Múnich de Alemania y el Rangers F.C. de Escocia. Asimismo jugó por la selección de fútbol de los Países Bajos en 70 partidos, anotando en 4 ocasiones, influyendo especialmente en 1988 cuando ganaron la Eurocopa.
En noviembre del 2007 fue nombrado técnico interino del PSV Eindhoven ante la partida de Ronald Koeman al Valencia español. Jan Reker, gerente mánager del club, confirmó a Jan Wouters como técnico interino del conjunto, quien junto a Anton Janssen, Luc Nilis, y Joop Hiele integran el flamante comando técnico. 

## Trayectoria
| Club           | País         | Periodo   |
| -------------- | ------------ | --------- |
| FC Utrecht     | Países Bajos | 1980-1986 |
| Ajax Ámsterdam | Países Bajos | 1986-1992 |
| Bayern Múnich  | Alemania     | 1992-1994 |
| PSV Eindhoven  | Países Bajos | 1994-1996 |

- Datos: Q275643
- Multimedia: Jan Wouters / Q275643